# Cozes
Cozes är en kommun i departementet Charente-Maritime i regionen Nouvelle-Aquitaine i västra Frankrike. Kommunen ligger  i kantonen Cozes som ligger i arrondissementet Saintes. År 2022 hade Cozes 2 223 invånare.

## Befolkningsutveckling
Antalet invånare i kommunen Cozes
Referens:INSEE